# Il pupazzo di neve
Il pupazzo di neve (The Snowman), conosciuto anche con i titoli L'uomo di neve o The Snowman - L'uomo di neve, è un cortometraggio d'animazione televisivo basato sul libro illustrato omonimo dell'illustratore Raymond Briggs e diretto da Dianne Jackson per il canale televisivo britannico Channel 4. Venne trasmesso per la prima volta il 26 dicembre 1982. Il cortometraggio fu un successo fin dalla sua prima trasmissione nel 1982 ed è ancora oggi trasmesso nel Regno Unito durante le festività natalizie.
La storia è raccontata attraverso le immagini, l'azione e la musica di Howard Blake. Il cortometraggio è infatti muto, ad eccezione della canzone Walking in the Air. La musica orchestrale è eseguita dalla Sinfonia of London e la canzone cantata da Peter Auty, corista della Cattedrale di San Paolo di Londra.

## Trama
(Introduzione al cortometraggio)
Dopo una notte di abbondanti nevicate, un bambino chiamato James si sveglia e comincia a giocare sulla neve, costruendo un pupazzo di neve. Rientrato in casa, James mangia e va a dormire.  Allo scoccare della mezzanotte, il bambino si dirige silenziosamente al piano di sotto e scopre che il pupazzo ha preso vita. James fa visitare la sua casa al pupazzo di neve e lo fa giocare silenziosamente con giocattoli, vestiti ed altri oggetti in modo da non svegliare i suoi genitori. I due poi si dirigono nel giardino dove trovano una motocicletta con la quale fanno una corsa nel bosco. Il motore della moto inizia però a sciogliere il pupazzo di neve, che si rinfresca stendendosi nel freezer del garage.
Vedendo una foto dell'artico su una confezione nel freezer, il pupazzo di neve inizia ad agitarsi e prende la mano di James, correndo nel giardino fino a prendere il volo. I due volano al di sopra delle South Downs verso la costa, vedendo il Royal Pavilion e il Brighton Palace Pier, passando sulla costa della Norvegia. I due continuano a volare tra paesaggi artici e aurore boreali. Atterrano infine in una foresta coperta di neve dove si uniscono ad una festa di altri pupazzi di neve mettendosi a ballare con loro. I due incontrano poi Father Christmas con le sue renne, che regala al bambino una sciarpa. James e il pupazzo di neve tornano a casa prima del sorgere del sole.
La mattina seguente, James si sveglia e scopre che il pupazzo di neve si è sciolto in una pila di neve. Mettendosi una mano nella tasca, il bambino trova la sciarpa ricevuta da Father Christmas.

## Riconoscimenti
Il cortometraggio venne candidato all'Oscar al miglior cortometraggio d'animazione nell'edizione del 1983 e vinse lo stesso anno un BAFTA TV al miglior programma per bambini.
Il cortometraggio ha ottenuto la 71ª posizione nella lista 100 Greatest British Television Programmes redatta dal British Film Institute nel 2000 e basata sui voti di professionisti dell'industria televisiva. Ottenne la 4ª posizione nella classifica Greatest TV Christmas Moments del canale televisivo UKTV Gold e ottenne il terzo posto nel sondaggio 100 Greatest Christmas Moments effettuato nel 2004 da Channel 4.

## Distribuzione

### Home video
The Snowman uscì in patria nel 1982 per la Palace Video, godendo poi di successive edizioni per la Palace e poi per la PolyGram Video e la Universal Studios Home Entertainment UK, dopo la cessazione delle attività da parte della Palace. Uscì in un'edizione speciale DVD nel 2008 e in un'edizione blu-ray celebrativa del trentennale il 5 novembre 2012.
In Italia Il pupazzo di neve uscì in VHS nel 1991 per le Edizioni EL di Trieste, nella collana VideoBook: dal libro al cartone animato, e nel 2001 per l'Imperial Bulldog.

## Spin-off
Nel 1991 ,venne distribuito un cortometraggio intitolato Father Christmas,basato su un libro dello stesso Briggs ,ed incentrato sull'omonimo personaggio che appare nel corto .

## Sequel
Un cortometraggio di 25 minuti chiamato The Snowman and the Snowdog venne trasmesso il 24 dicembre 2012 su Channel 4 per festeggiare i 30 anni del cortometraggio originale e di Channel 4.

## Altri media
Quicksilva pubblicò un videogioco ufficiale nel 1984 intitolato The Snowman e sviluppato per ZX Spectrum, Commodore 64 e MSX.